# دوري الدرجة الثانية السعودي 2000–01
دوري الدرجة الثانية السعودي 2000–01 كان موسم من دوري الدرجة الثانية السعودي، وقد شارك في الدوري 8 فرق وأحرز بطولة الدوري نادي الحمادة، بعد أن لعب 14 مباراة فاز بـ8 منها وتعادل في 4 وخسر 2 مباريات، وأحرز 25 هدفاً وتلقى 12 هدفاً وكانت مجموع نقاطه 28 نقطة.

## الملاعب والأماكن
| النادي       | الملعب                                   | الموقع          | السعة  |
| ------------ | ---------------------------------------- | --------------- | ------ |
| نادي الحمادة |                                          | الغاط           |        |
| نادي أحد     | مدينة الأمير محمد بن عبد العزيز الرياضية | المدينة المنورة | 25,000 |
| نادي العيون  |                                          | العيون          |        |
| نادي النهضة  | ملعب الأمير محمد بن فهد                  | الدمام          | 35,000 |
| نادي نجران   | ملعب نادي الأخدود                        | نجران           | 2,800  |
| نادي القارة  | ملعب الأمير عبد الله بن جلوي             | الأحساء         | 27,550 |
| نادي الجبلين | ملعب الأمير عبد العزيز بن مساعد          | حائل            | 12,250 |
| نادي مضر     |                                          | القطيف          |        |

## جدول الدوري
| م | الفريق       | لعب | فاز | تعادل | خسر | أهداف له | أهداف عليه | فارق الأهداف | نقاط | ملاحظات                             |
| - | ------------ | --- | --- | ----- | --- | -------- | ---------- | ------------ | ---- | ----------------------------------- |
| 1 | نادي الحمادة | 14  | 8   | 4     | 2   | 25       | 12         | 13           | 28   | ترقى إلى دوري الدرجة الأولى السعودي |
| 2 | نادي أحد     | 12  | 5   | 6     | 1   | 15       | 8          | 7            | 21   | ترقى إلى دوري الدرجة الأولى السعودي |
| 3 | نادي العيون  | 10  | 5   | 2     | 3   | 18       | 12         | 6            | 17   |                                     |
| 4 | نادي النهضة  | 11  | 3   | 4     | 4   | 12       | 12         | 0            | 13   |                                     |
| 5 | نادي نجران   | 10  | 4   | 1     | 5   | 11       | 15         | -4           | 13   |                                     |
| 6 | نادي القارة  | 10  | 3   | 1     | 6   | 10       | 18         | -8           | 10   |                                     |
| 7 | نادي الجبلين | 10  | 2   | 3     | 5   | 11       | 14         | -3           | 9    | هبط إلى دوري الدرجة الثالثة السعودي |
| 8 | نادي مضر     | 11  | 2   | 3     | 6   | 9        | 20         | -11          | 9    | هبط إلى دوري الدرجة الثالثة السعودي |

## طالع أيضًا
- دوري المحترفين السعودي 2000–01
- دوري الدرجة الأولى السعودي 2000–01